# ダニール・ハンター
- ダニエル・ハンター

ダニール・ハンター（Danielle Hunter, 1994年10月29日 - ）は、ジャマイカのセント・キャサリン教区出身のプロアメリカンフットボール選手。NFLのヒューストン・テキサンズに所属している。ポジションはアウトサイドラインバッカー。

## 経歴

### 生い立ち・ハイスクール
ジャマイカで生まれ育ち、8歳の頃にアメリカ合衆国へ移住した。
高校時代は陸上競技も行っており、走高跳で1.83mを記録し、地区大会で優勝したことがある。

### カレッジ
LSUに進学し、1年目の2012年シーズンは主にスペシャルチームとしてプレーした。
2013年シーズンから先発に定着。アイオワ大学とのアウトバックボウルでは4タックルとサックを記録し、勝利に貢献した。シーズン全体では57タックル、3サックを記録した。
2014年シーズン、第4週のオーバーン大学戦で12タックルを記録した。LSUのディフェンシブラインマンが1試合で2桁タックルを記録するのは8年ぶりだった。シーズン全体では73タックル、1.5サックを記録した。シーズン終了後、2015年のNFLドラフトにアーリーエントリーした。
| ダニール・ハンター | ダニール・ハンター | ダニール・ハンター | ダニール・ハンター | タックル | タックル | タックル | タックル | タックル | インターセプト | インターセプト | インターセプト | インターセプト | インターセプト | インターセプト | ファンブル | ファンブル | ファンブル | ファンブル |
| Season             | Team               | GP                 | GS                 | Cmb      | Solo     | Ast      | Sck      | TfL      | PD             | Int            | Yds            | Avg            | Lng            | TD             | FF         | FR         | Yds        | TD         |
| ------------------ | ------------------ | ------------------ | ------------------ | -------- | -------- | -------- | -------- | -------- | -------------- | -------------- | -------------- | -------------- | -------------- | -------------- | ---------- | ---------- | ---------- | ---------- |
| 2012               | LSU                | 12                 | 0                  | 12       | 3        | 9        | 0.0      | 0.0      | 0              | 0              | 0              | 0.0            | 0              | 0              | 0          | 0          | 0          | 0          |
| 2013               | LSU                | 13                 | 10                 | 57       | 19       | 38       | 3.0      | 8.0      | 2              | 0              | 0              | 0.0            | 0              | 0              | 1          | 0          | 0          | 0          |
| 2014               | LSU                | 13                 | 13                 | 73       | 30       | 43       | 1.5      | 13.0     | 6              | 0              | 0              | 0.0            | 0              | 0              | 1          | 1          | 25         | 1          |
| 通算               | 通算               | 38                 | 23                 | 142      | 52       | 90       | 4.5      | 21.0     | 8              | 0              | 0              | 0.0            | 0              | 0              | 2          | 1          | 25         | 1          |

### ミネソタ・バイキングス
| 身長                                    | 体重            | 腕 の 長 さ       | 手 の 大 き さ    | 40Yrd ダ ッ シ ュ | 10Yrd ス プ リ ッ ト | 20Yrd ス プ リ ッ ト | 20Yrd シ ャ ト ル | 3 コ 丨 ン ド リ ル | 垂 直 跳 び     | 立 ち 幅 跳 び         | ベ ン チ プ レ ス |
| --------------------------------------- | --------------- | ----------------- | ----------------- | ----------------- | -------------------- | -------------------- | ----------------- | ------------------- | --------------- | ---------------------- | ----------------- |
| 6 ft 5+1⁄8 in (196 cm)                  | 252 lb (114 kg) | 34+1⁄4 in (87 cm) | 10+1⁄2 in (27 cm) | 4.57 s            | 1.57 s               | 2.67 s               | 4.35 s            | 6.95 s              | 36.5 in (93 cm) | 10 ft 10.5 in (3.31 m) | 25 回             |
| All values from NFL Combine and Pro Day |                 |                   |                   |                   |                      |                      |                   |                     |                 |                        |                   |

2015年のNFLドラフトにて、全体88位でミネソタ・バイキングスから指名され、その後ルーキー契約を結んだ。

#### 2015年シーズン
NFLで当時の現役最年少選手であったが、1年目からローテーションの一角として33タックル、6サックを記録し、オールルーキーチームに選出された。

#### 2016年シーズン
第1週のテネシー・タイタンズ戦でファンブルリカバーからキャリア初となるタッチダウンを記録。直後の守備でマーカス・マリオタからサックを記録した。第11週のアリゾナ・カージナルス戦ではキャリア初となる1試合2サックを記録し、チームの連敗を4で止めた。このシーズンは56タックル、12.5サックを記録した。

#### 2017年シーズン
第4週のデトロイト・ライオンズ戦でマシュー・スタッフォードから2サックを記録した。第9週のワシントン・レッドスキンズ戦から3試合連続でサックを記録した。このシーズンは45タックル、7サックを記録した。
プレーオフではフィラデルフィア・イーグルスとのNFCチャンピオンシップでニック・フォールズからサックを記録したが、チームは敗れた。

#### 2018年シーズン
2018年6月27日にバイキングスと5年総額7,200万ドルの契約延長に合意した。シーズンでは開幕から6試合連続でサックを記録。第9週のライオンズ戦では自己最多となる3.5サックを記録し、NFCの週間最優秀守備選手に選出された。シーズン全体では72タックル、14.5サックを記録し、自身初となるプロボウル、オールプロセカンドチームに選出された。プロボウルではアンドリュー・ラックからサックを記録した。

#### 2019年シーズン
このシーズンも開幕からサックを量産し、第14週のライオンズ戦にて、NFL史上最年少で通算50サックに到達した。最終的に70タックル、14.5サックを記録し、2年連続でプロボウルに選出された。
プレーオフではワイルドカード・ラウンドのニューオーリンズ・セインツ戦でドリュー・ブリーズからサックを記録し、勝利に貢献した。続くディビジョナル・ラウンドのサンフランシスコ・49ers戦ではジミー・ガロポロからサックを記録したが、チームは敗れた。

#### 2020年シーズン
開幕前に首を痛めて手術を受け、シーズンを全休した。

#### 2021年シーズン
シーズン最初の7試合で6サックを記録するなど好調だったが、その後大胸筋を断裂して離脱し、残りの試合を全休した。

#### 2022年シーズン
このシーズンは65タックル、10.5サックを記録し、3年ぶりにプロボウルに選出された。

#### 2023年シーズン
2023年7月30日にバイキングスと1年2,000万ドルの契約延長に合意した。開幕後、第2週のイーグルス戦でジェイレン・ハーツから3サックを記録した。また、10月にはNFCディフェンス部門月間最優秀選手を受賞した。シーズンではキャリアハイとなる16.5サックを記録した。

### ヒューストン・テキサンズ
2024年3月14日にヒューストン・テキサンズと2年総額4,900万ドルの契約を結んだ。